# ساکای هوایتسو
ساکای هوایتسو (ژاپنی: 酒井 抱一؛ ۱ اوت ۱۷۶۱ – ۴ ژانویهٔ ۱۸۲۹) نقاش، و هنرمند در دوره ادو، اهل ژاپن بود.